# Pierre Auguste Roques
Pour les articles homonymes, voir Roques.
Pierre Auguste Roques, né à Marseillan (Hérault) le 28 décembre 1856 et mort à Saint-Cloud (Seine-et-Oise) le 26 février 1920, est un général français, grand-croix de la Légion d'honneur et médaillé militaire.
Il est l'un des premiers organisateurs de l'aviation militaire française.

## Biographie
Fils d'une famille héraultaise très modeste, enfant d'une vive intelligence, il bénéficie d'une bourse d'études qui lui permet de préparer le concours d'entrée à l'École polytechnique, où il devient l'ami de Joffre et où il deviendra artilleur. Ayant choisi à sa sortie l'arme du Génie, plus ingénieur que militaire, il crée lors de ses campagnes coloniales de nombreuses structures (voies ferrées, ponts, routes) au Tonkin, en Algérie et surtout à Madagascar. Selon les historiens, l'île lui doit une grande partie de son aménagement.

### Carrière militaire
Pierre Auguste Roques fut successivement lieutenant au 2e Régiment du Génie (1879), capitaine détaché à la colonne expéditionnaire du sud oranais en 1882, chef de bataillon en 1892, lieutenant-colonel en 1898. Colonel directeur du Génie et des travaux publics de Madagascar en 1901, il devient en 1906 directeur du Génie au ministère de la Guerre. Il est promu général de brigade en 1906, puis général de division en 1909, il est le plus jeune chef d’armée avec ses succès sur la Marne et en Lorraine. 

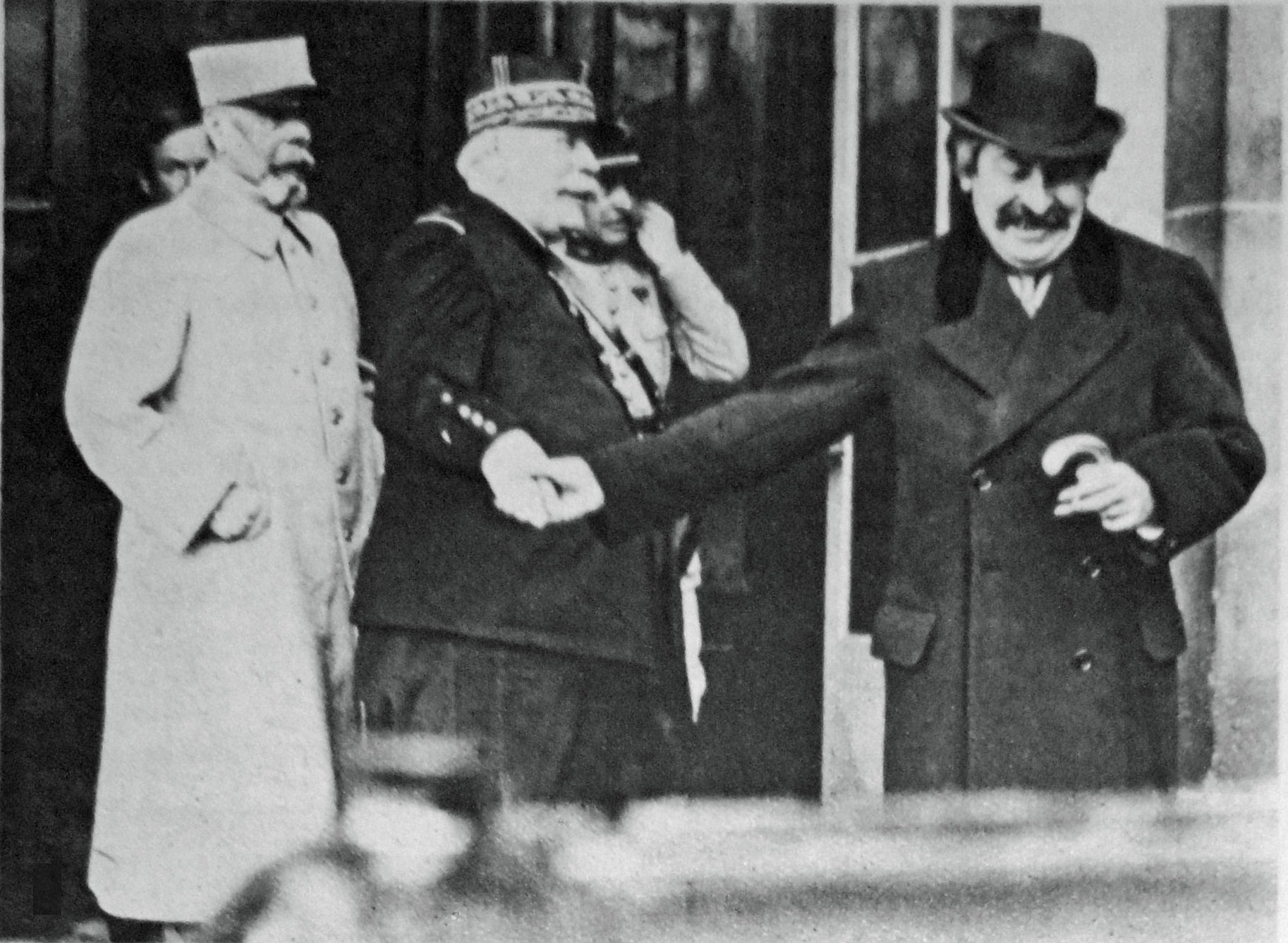
Ministre de la guerre avec Joffre et Briand.

Proche du général Joseph Joffre, il remplace le général Galliéni comme ministre de la Guerre du 16 mars au 12 décembre 1916 puis fut remplacé par Lyautey. Il prend ensuite le commandement de la IVe Armée jusqu’à la fin de 1917. Le général Roques prend sa retraite en 1919.

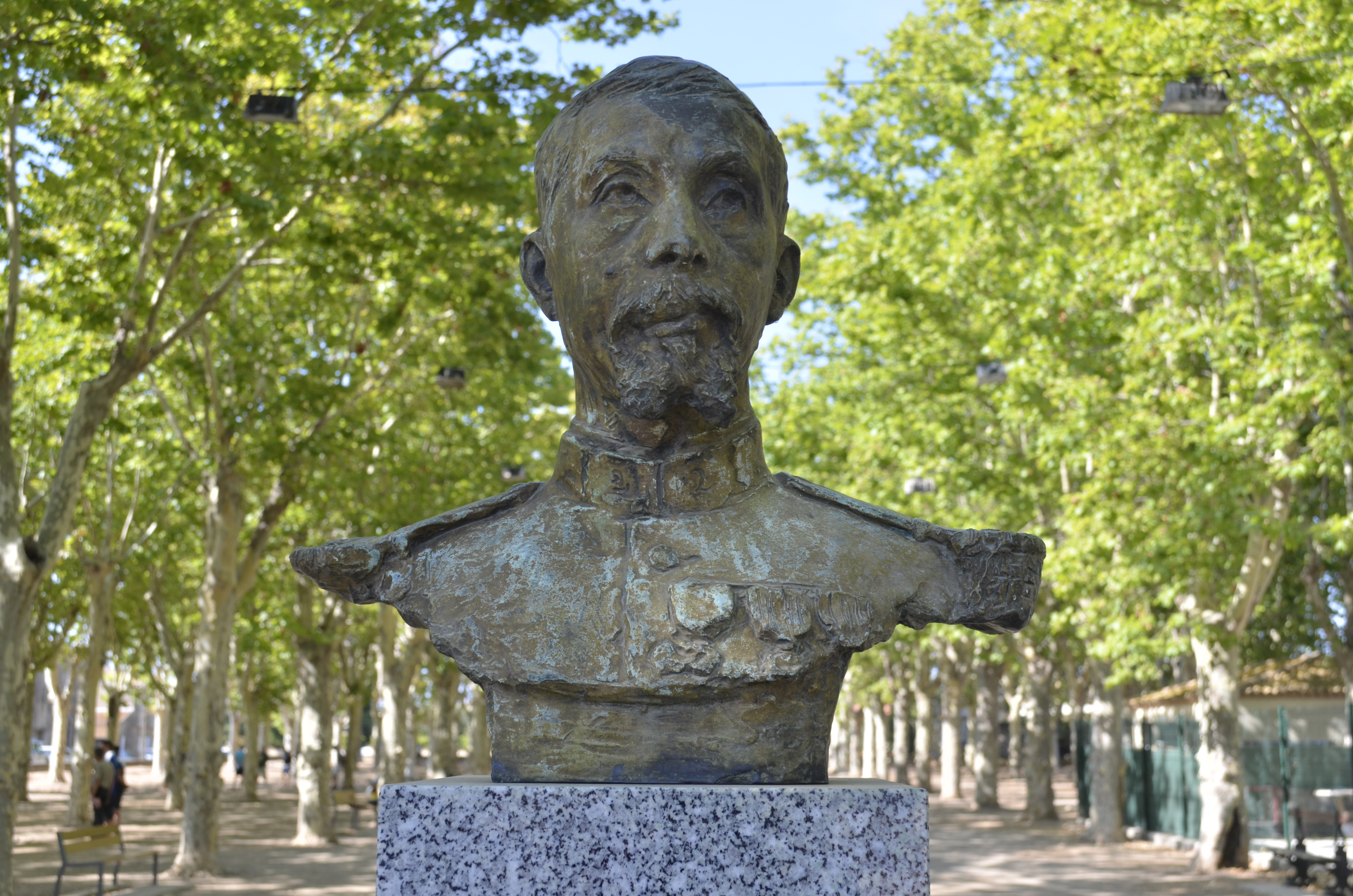
Buste du général Roques à Marseillan, son village natal.

### Contribution à l'essor de l'aviation militaire française
En tant que directeur du Génie, il s'occupe à partir de 1906 de la gestion de l'aéronautique naissante. Il est le créateur et le véritable organisateur de l'aviation militaire française. En 1910, le général Roques est nommé « Inspecteur permanent de l’Aéronautique militaire ». Il fait approuver l’organisation, à Reims, d’un concours d’aéroplanes militaires pour l’année suivante. En 1911, année où se déroule le concours d'aéroplanes militaires de Reims – une première mondiale en la matière – qui permet à l'aéronautique française d'acheter « scientifiquement » ses premiers aéroplanes, il décide que les « établissements d'aéronautique » porteraient dorénavant le nom d'« escadrilles » et que les « aéroplanes » seraient désormais appelés « avions » d'après le nom choisi par Clément Ader pour son propre appareil et en hommage à cet ingénieur visionnaire avec lequel il correspond régulièrement. On lui doit également le « carnet d'emploi du temps des pilotes » devenu par la suite le « carnet de vol » encore en usage aujourd'hui.
Pierre Auguste Roques est également le grand oncle (et parrain) de l'aviateur Pierre Deley.

### Décès
Il meurt à Saint-Cloud le 26 février 1920. Inhumée tout d'abord à Marseillan, sa dépouille est ensuite transférée à l'Hôtel des Invalides à Paris, où elle se trouve aujourd'hui.

## Grades
- 25/03/1906 général de brigade.
- 27/12/1909 général de division.

## Postes
- 23 janvier 1906 -8 novembre 1910 : directeur du Génie au Ministère de la Guerre.
- 20 février 1908 - 28 octobre 1910 : membre du Comité technique des Troupes Coloniales.
- 8 novembre 1910 - 9 avril 1912 : inspecteur permanent de l'Aéronautique militaire.
- 9 avril 1912 - 18 mars 1913 : commandant de la 7e Division d'Infanterie.
- 18 août 1913 - 5 janvier 1915 : commandant du 12e Corps d'Armée.
- 5 janvier 1915 - 16 mars 1916 : commandant de la Ire Armée.
- 16 mars 1916 - 11 décembre 1916 : ministre de la Guerre.
- 12 décembre 1916 - 31 décembre 1916 : en disponibilité.
- 31 décembre 1916 - 25 mars 1917 : commandant de la IVe Armée.
- 26 mars 1917 - 24 février 1919 : inspecteur général des Travaux et Organisation de la zone des armées.
- 23 novembre 1918 - 24 février 1919 : président du Comité technique du Génie.
- 28 décembre 1918 : placé dans la section de réserve.

## Distinctions et honneurs

### Décorations

#### Décorations françaises
- Médaille militaire (29 janvier 1920)
- Grand-croix de la Légion d'honneur (11 janvier 1916)
  -  Grand officier de la Légion d'honneur (11 juillet 1912)
  -  Commandeur de la Légion d'honneur (10 juillet 1907)
  -  Officière de la Légion d'honneur (29 décembre 1898)
  -  Chevalier de la Légion d'honneur (05 juillet 1887)
- Médaille interalliée de la Victoire
- Médaille commémorative de l'expédition du Tonkin
- Médaille commémorative de Madagascar
- Médaille commémorative de la guerre 1914–1918

#### Décorations étrangères
- Grand-croix de l'ordre de Léopold II (Belgique)
- Grand-croix de l'ordre des Saints-Maurice-et-Lazare (Italie)

### Honneurs
- Une rue de Paris porte son nom.
- Une rue de Prades (Pyrénées-Orientales) porte son nom.
- Une allée à Marseillan (Hérault), son village natal, porte son nom.

## Homonyme
- Charles Auguste Henri Roques, général de division, né le 4 juillet 1858 (Basses-Pyrénées) tué le 6 septembre 1914, à Bar-le-Duc (Meuse)

### Sites Internet
- Roques Pierre (X1875), sur le site de la bibliothèque de l’École polytechnique.
- Roques, Pierre Auguste (X 1875 ; 1856-1920), sur le site de la bibliothèque de l’École polytechnique.
- Les papiers personnels de Pierre Auguste Roques sont conservées aux Archives nationales, site de Pierrefitte-sur-Seine, sous la cote 438AP